# Либерална партия (радослависти)
Вижте пояснителната страница за други значения на Либерална партия.
Либералната партия (наричана още радославистка) е българска политическа партия, съществувала от средата на 1880-те до 1920 г. Тя е основната партия в коалицията, управлявала България по време на Първата световна война. С нея е свързан вестник „Народни права“.
В основата на бъдещата Радославистка партия е групата в старата Либерална партия, оформила се около Васил Радославов след детронирането на княз Александър I Батенберг, която до 1895 г. се нарича Либерален клуб. Тя оглавява коалиционно правителство с Народнолибералната и Младолибералната партия по време на Първата световна война, след неуспеха в която е силно компрометирана, а нейния лидер Васил Радославов напуска страната. През 1920 г. трите партии се обединяват в Националлиберална партия, която съществува до 1930-те, но има второстепенно значение в политическия живот.

## Участия в избори

### Парламентарни
| година         | избори                  | гласове | %     | резултат  |
| -------------- | ----------------------- | ------- | ----- | --------- |
| 1894           | Народно събрание        | –       | –     | 27 / 167  |
| 1899           | Народно събрание        | 138 900 | 40,6% | 89 / 169  |
| 1901           | Народно събрание        | 15 110  | 5,2%  | 5 / 164   |
| 1902           | Народно събрание        | 28 260  | 7,0%  | 7 / 189   |
| 1903           | Народно събрание        | –       | –     | 9 / 169   |
| 1908           | Народно събрание        | 23 304  | 5,0%  | 5 / 203   |
| юни 1911       | Велико Народно събрание | 13 010  | 2,3%  | 6 / 414   |
| септември 1911 | Народно събрание        | 33 320  | 6,6%  | 7 / 212   |
| 1913*          | Народно събрание        | 207 763 | 38,7% | 88 / 204  |
| 1914*          | Народно събрание        | 345 730 | 45,2% | 126 / 245 |
| 1920*          | Народно събрание        | 14 469  | 1,6%  | 0 / 232   |

- На изборите през 1913 г. и 1914 г. е част от коалицията Либерална концентрация, като от Либералната партия са избрани 58 депутати през 1913 г., а през 1914 г. – 83.
- На изборите през 1920 г. е част от коалиция с Народнолибералната партия на Добри Петков и Младолибералната партия.

## Участия в правителства
Първо правителство на Васил Радославов (28 август 1886 – 10 юли 1887) – коалиция с Народнолиберална партия и представители на Консервативната партия
- министерство на вътрешните работи – Васил Радославов
- министерство на народното просвещение – Тодор Иванчов
- министерство на финансите – Васил Радославов

Второ правителство на Константин Стоилов (31 май 1894 – 21 декември 1894) – коалиция с Народна партия
- министерство на народното просвещение – Васил Радославов
- минитерство на правосъдието – Васил Радославов, Петър Пешев
- министерво на търговията и земеделието – Димитър Тончев

Правителство на Димитър Греков (30 януари 1899 – 13 октомври 1899) – коалиция с Народнолиберална партия
- министерство на вътрешните работи – Васил Радославов
- министерство на народното просвещение – Тодор Иванчов
- министерство на финансите – Михаил Тенев
- министерство на правосъдието – Петър Пешев
- министерство на обществените сгради, пътищата и съобщенията – Димитър Тончев

Първо правителство на Тодор Иванчов (13 октомври 1899 — 10 декември 1900) – самостоятелно
- министерство на външните работи и изповеданията — Тодор Иванчов
- министерство на вътрешните работи – Васил Радославов
- министерство на народното просвещение – Димитър Вачов
- министерство на финансите – Михаил Тенев
- министерство на правосъдието – Петър Пешев
- министерство на търговията и земеделието – Йов Титоров
- министерство на обществените сгради, пътищата и съобщенията — Димитър Тончев

Второ правителство на Тодор Иванчов (10 декември 1900 — 22 януари 1901) — коалиция с Народнолиберална партия
- министерство на външните работи и изповеданията – Димитър Тончев
- министерство на финансите – Тодор Иванчов
- министерство на търговията и земеделието – Йов Титоров

Второ правителство на Васил Радославов (17 юли 1913 — 5 януари 1914) — коалиция с Народнолиберална партия и Младолиберална партия
- министерство на вътрешните работи и народното здраве — Васил Радославов
- министерство на народното просвещение – Петър Пешев
- министерство на правосъдието – Петър Пешев, Христо Попов

Трето правителство на Васил Радославов (5 януари 1914 — 21 юни 1918) — коалиция с Народнолиберална партия и Младолиберална партия
- министерство на външните работи и изповеданията – Васил Радославов
- министерство на вътрешните работи и народното здраве – Васил Радославов, Христо Попов
- министерство на народното просвещение – Петър Пешев
- министерство на правосъдието – Христо Попов

## Част от Програма на либералната партия, октомври 1897 г.
- Чл.1. Поддържание Конституцията, като при благоприятни времена бъде разширена в по-либерален и демократически дух.
- Чл.2. Пълно самоуправление в общините и окръзите.
- Чл.3. Намаление на данъците. Намаление на разходния бюджет на държавата.
- Чл.4. Безплатно обучение във всички учебни заведения.
- Чл.5. Безплатна медицинска помощ.
- Чл.6. Недопущане никакви концесии. Естествените богатства на страната да се експлоатират от самата държава.
- Чл.7. Рационално подобрение на земеделието и скотовъдството и всички отрасли на поминъка.
- Чл.8. Покровителстване на кооперативното производство.
- Чл.9. Временно и според нуждите покровителствана министерска система.

## Видни дейци
- Димитър Вачов (1855-1922)
- Тодор Иванчов (1858-1905)
- Петър Пешев (1858-1931)
- Васил Радославов (1854-1929)
- Димитър Тончев (1859-1937)
- Христо Занков (1853-1926)